# Snozka (przełęcz)
Snozka, przełęcz Snozka, Snozka Krośnicka (653 m) – przełęcz w paśmie łączącym Gorce z Pieninami, między Wdżarem (767 m) a wzniesieniem 694 m. Według regionalizacji Polski opracowanej przez Jerzego Kondrackiego obydwa te wzniesienia należą do Pienin, zaś granica między Pieninami a sąsiednimi Gorcami biegnie przełęczą Drzyślawa i doliną Krośnicy.

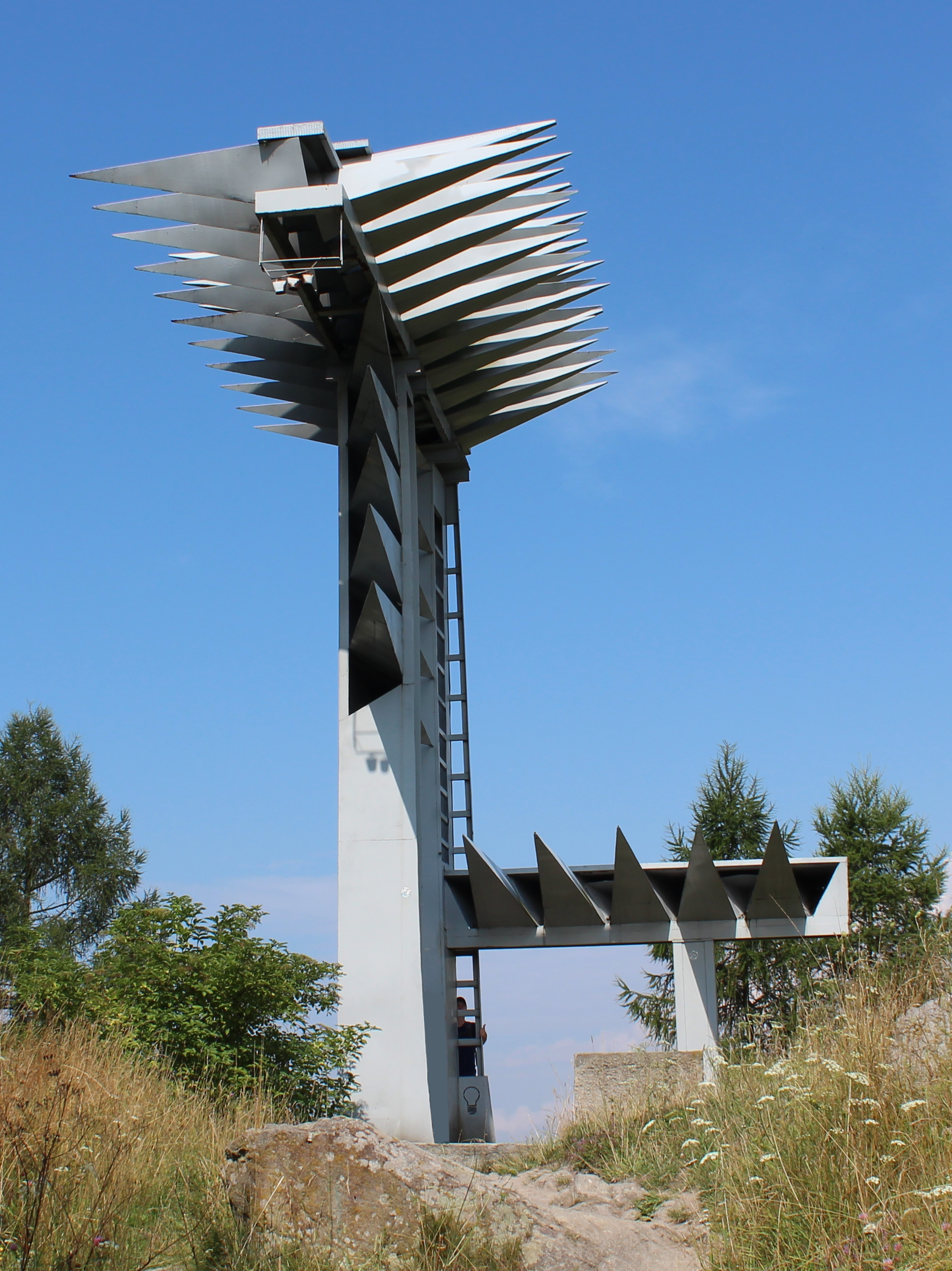
Pomnik Organy autorstwa Władysława Hasiora

Przez przełęcz Snozka prowadzi droga wojewódzka nr 969 i znajduje się na niej parking. Z przełęczy rozległy widok na Tatry, Pieniny, Magurę Spiską, Pasmo Radziejowej oraz Zbiornik Czorsztyński. W pobliżu znajduje się, odsłonięty w 1966, 13-metrowej wysokości pomnik „Organy” autorstwa Władysława Hasiora. Inskrypcja na leżącym obok głazie głosiła: Wiernym synom Ojczyzny poległym na Podhalu w walce o utrwalenie władzy ludowej. Konstrukcja ta zwana jest organami, gdyż twórca zaprojektował ją w ten sposób, aby wydawała dźwięki podczas podmuchów wiatru. Obecnie napis jest skuty, a samą instalację odrestaurowano, mimo że wielu mieszkańców domagało się jej zniszczenia.
Snozka znajduje się w granicach wsi Kluszkowce w województwie małopolskim, w powiecie nowotarskim, w gminie Czorsztyn. W przeszłości prowadził przez nią trakt na Węgry. Bronisław Gustawicz zanotował ludowe podanie, według którego na Snozce straszy „duch nieczysty w postaci kobiety odzianej płachtą”.

## Szlak turystyczny
w pobliżu przebiega fragment szlaku Tarnów – Wielki Rogacz
- z Lubania 1:40 h (↑2:05 h)
- z Czorsztyna 0:30 h (z powrotem 0:30 h)